# QE2 (album)
QE2 è un album in studio di Mike Oldfield pubblicato nel 1980 da Virgin Records in formato LP e musicassetta.

## Storia
QE2 è il primo album di Oldfield ad essere registrato nella sua nuova residenza a Denham nella contea di Buckinghamshire. La costruzione dello studio nelle camere del piano superiore era già cominciata durante il tour di Oldfield per promuovere l'album Platinum nel 1979. Tuttavia al suo ritorno la costruzione era ancora in corso e Oldfiled fu costretto ad usare il salotto per le registrazioni utilizzando apparecchi per il missaggio usati per il tour.
L'album e la sua title track hanno avuto un nome dopo il varo del transatlantico Queen Elizabeth 2. La copertina dell'album rappresenta un primo piano del lato di una nave, completa di marchi di livello dell'acqua nell'angolo in basso a sinistra. La prima stampa dell'album aveva inoltre un oblò ritagliato nel manicotto. L'interno del manicotto originale dell'LP apribile era caratterizzato da uno schema di uno dei ponti della Queen Elizabeth 2.
L'album è uscito in formato CD per la prima volta nel 1984 con gli stessi brani dell'album originale.
Una versione rimasterizzata in HDCD è uscita nel 2000.
Una nuova versione rimasterizzata, insieme a brani bonus, inediti e registrazioni dal vivo, è uscita nel 2012, insieme ad una nuova edizione in vinile 180 grammi.

## I brani
La traccia d'apertura "Taurus I" è quella più lunga dell'album, in cui Oldfiled suona la maggior parte degli strumenti. La voce corale è di Maggie Reilly, l'inizio di una lunga collaborazione che porterà la cantante ad apparire su cinque album di Oldfield. La batteria su Taurus I viene suonata da Phil Collins dei Genesis. Nello stesso anno Collins aveva collaborato con Peter Gabriel sul suo terzo album, e stava lavorando su materiale da solista oltre ad aver pubblicato l'album Duke con il suo gruppo.
La collaborazione di Oldfield con Reilly e Collins continua con il brano Sheba, il quale viene pubblicato come singolo insieme a Wonderful Land poco dopo l'uscita dell'album. Il brano verrà rivisitata da Oldfield con il titolo "Shiva" incluso nella riedizione di QE2 del 2012.
Il brano Conflict contiene un arrangiamento della "badinerie" della Suite Orchestrale no. 2 in si minore di Johann Sebastian Bach.
Nell'album sono presenti due cover: una degli ABBA Arrival, che chiude il primo lato dell'album originale, e una dei The Shadows Wonderful Land. che apre il lato B. Ambedue i brani sono stati pubblicati some singoli. La copertina del primo porta foto di Oldfield con il suo elicottero personale, ricordando la copertina dell'album originale degli ABBA del 1976. Anche il font utilizzato è un omaggio al gruppo svedese ed il loro logo. La versione singolo di Wonderful Land è leggermente più corta rispetto all versione sull'album ed è inclusa nella riedizione di QE2 del 2012. Il coro su Arrival e gli archi sui due brani cover furono arrangiati da David Bedford, collaboratore di Oldfield per gli arrangiamenti orchestrali dai tempi di Tubular Bells.
Nell'etichetta del vinile originale, la title-track QE2 è riportata come due titoli – QE2, di Oldfield/Hentschel, e QE2 Finale, di Oldfield, dei quali è però indicata solo la durata complessiva. Il brano in effetti è diviso in due parti. Viene adoperata nel brano anche una sezione di fiati arrangiati da Hentschel.
Il testo di "Celt" è stato scritto da Tim Cross, il quale suona anche pianoforte e sintetizzatore.
La traccia finale Molly è una dolce ninna-nanna per solo chitarre, dedicata alla figlia di Mike Oldfield, Molly Oldfield, la quale avrebbe poi suonato le tastiere nell'album The Songs of Distant Earth. La figlia lavora ora come ricercatrice ed ha pubblicato un libro.

## Tour
L'album è stato promosso dalla tournée European Adventure Tour 1981 da marzo a luglio 1981, comprese sei date in Italia a luglio. Registrazioni dal vivo del concerto ad Essen, Germania del 1º aprile sono incluse nella riedizione di QE2 del 2012. Il tour comprendeva anche due date al Montreux Jazz Festival, performance pubblicata nel video album "Live at Montreux 1981" pubblicato in DVD nel 2006.

## Tracce

### Edizione originale (1980)
Lato A
1. Taurus I – 10:16 (musica: Oldfield)
2. Sheba – 3:33 (musica: Oldfield)
3. Conflict – 2:53 (musica: Oldfield)
4. Arrival – 2:48 (musica: Benny Andersson/Bjorn Ulvaeus)

Durata totale: 19:30
Lato B
1. Wonderful Land – 3:38 (musica: Jerry Lordan)
2. Mirage – 4:41 (musica: Oldfield)
3. QE2 – 7:38 (musica: Hentschel, Oldfield)
4. Celt – 3:06 (musica: Oldfield)
5. Molly – 1:15 (musica: Oldfield)

Durata totale: 20:18

### Riedizione rimasterizzata HDCD (2000)
L'album in versione rimasterizzata HDCD. No.catalogo MIKECD8.
1. Taurus I
2. Sheba
3. Conflict
4. Arrival
5. Wonderful Land
6. Mirage
7. QE2
8. Celt
9. Molly

### Riedizione rimasterizzata + tracce bonus, versione deluxe, vinile 180g (2012)
- Versione CD singolo:

Brani come sopra più:
1. Polka – 3:34
2. Wonderful Land (Single Version) – 2:50
3. Shiva (2012 Reworking Of "Sheba") – 3:39

- Versione doppio CD deluxe:

- primo CD come sopra
- secondo CD: "Live From The European Adventure Tour":
1. Taurus I
2. Sheba
3. Mirage
4. Conflict
5. Ommadawn
6. Punkadiddle
7. Tubular Bells, Part One
8. QE2
9. Portsmouth

brani dal vivo registrati a Grugahalle, Essen 1º aprile 1981.
- Vinile 180 g

- brani come da edizione originale, divisi su due lati.

## Musicisti
- Mike Oldfield - chitarre, tastiere, sintetizzatori, batteria, percussioni, mandolino, arpa, vocoder, drum machine
- Mike Frye - batteria, percussioni
- Maggie Reilly - voci
- Phil Collins - batteria
- David Hentschel - batteria, percussioni, sintetizzatori
- Tim Cross - pianoforte, tastiere
- Paul Nieman - trombone
- Morris Pert - batteria, percussioni
- Phil Todd - sassofono
- Guy Barker - tromba